# Fimbristylis hawaiiensis
Fimbristylis hawaiiensis är en halvgräsart som beskrevs av Wilhelm B. Hillebrand. Fimbristylis hawaiiensis ingår i släktet Fimbristylis och familjen halvgräs.
Artens utbredningsområde är Hawaii. Inga underarter finns listade i Catalogue of Life.